# 전사
전사(戰士, warrior 워리어[*])는 전투를 하는 것이 업인 사람이다. 일반적으로 전사라고 하면 부족이나 씨족 단계 사회에서 오로지 싸우는 것에만 전념하는 별도의 “전사 계급”이 있는 경우를 가리킨다.
전사는 국가가 탄생하기 이전부터 존재했다. 전쟁은 수렵과 함께 명백한 남성의 활동으로 여겨졌고, 남아(boy)가 남자(man)이 되기 위해서 전쟁은 거쳐야만 하는 통과의례였다. 그렇기에 성장기의 남아들을 집단으로서 격리하여 미래의 동료 전사들 사이에 유대관계를 강화하게 키우는 것도 흔한 현상이었다. 최초의 전사들이 사용한 무기는 제대로 된 계급제도가 생기기 전에 벌써 만들어져 있었다. 궁시와 곤봉, 창모와 등 날붙이는 이미 널리 사용되었다. 새로운 금속이 발견되고 야금술이 발전할수록 이런 무기들의 유용성도 증가했다.
약 5,000년 전 최초의 계급제도가 탄생하면서, 지배자와 피지배자 사이의 간극이 매우 커졌다. 지배자들은 영토를 넓히기 위해 전쟁을 일으켰고, 피지배자들에게 군역을 강제했다. 이렇게 피지배계급으로부터 형성된 “병사”들은 과거 지배계급으로서의 "전사"와 전혀 다른 성격을 갖게 되면서 역사적 구분이 발생한다.
많은 사회에서, 고대의 전사계급의 도덕률은 지배계급의 도덕률로 그대로 진화했고, 전사의 후예인 특수병종들이 존재했다. 예컨대 중세 기사들은 말을 탔기에 평민들을 징병한 보병들보다 물리적으로나 사회적으로나 더 높은 위치에 있었다. 콜럼버스 이전의 미주대륙에서도 귀족들로 이루어진 정예병은 하류계급으로 이루어진 투쳑병들과 다른 곳에 배치되었다.
전사의 시대에 전쟁터는 전사가 용맹을 증명하고 부와 영광을 얻을 수 있는 장소였지만, 역사가 발전함에 따라 전쟁의 성격도 변화했다. 역사는 언제나 전투에 비전문적인 평민들 출신의 병사들로 조직된 군대가, 오로지 전쟁만 하는 소수정예 귀족 전사들을 깨뜨리고 파훼하는 방향으로 흘러갔다. 고대만 보아도 병사들로 이루어진 로마 군단은 화려한 무력이 아니라 강력한 규율로써 주변의 야만족 전사들을 일방적으로 학살했다. 근세에 들어 유럽의 여러 강대국들이 상비군을 굴리게 되면서 규율은 훈련의 핵심으로 자리잡았다. 상비군의 장교들은 과거 전사들이 그랬던 것처럼 병사들을 지배해야 하는 아랫것으로 보는 것이 아니라, 믿고 의지해야 하는 존재로 보아야 했다.

## 세계의 전사계급 또는 집단
- 아큰즈[6]
- 알하라스
- 아르마톨로이[7]
- 아시가루[8]
- 바타비
- 베르세르크[9]
- 보가티르[10]
- 보야르[11]
- 카르타고 신성대[12]
- 샤이엔 전사단[13]
- 코미타투스
- 콘도티에로[14]
- 카자크[15]
- 십자군[16]
- 코레테스[17]
- 호타메타네오오[18]
- 드루지나
- 콰우틀리
- 가비니아니
- 가지[19]
- 검투사
- 하주크[20]
- 하리
- 암살교단[21]
- 헤르시르[22]
- 헤룰레스
- 하이랜더[23]
- 히페이스[24]
- 히르드
- 호플리테스[25]
- 구호사[26]
- 후스카를
- 힉소스
- 불사부대[27]
- 임피
- 인도 전투종족[28][29][30]
- 오셀로틀[31]
- 예니체리[32]
- 카라이야르[33]
- 카시트
- 칼사[34]
- 킵차크[35]
- 클레프티스[7]
- 기사[36][37][38]
- 크샤트리야[39]
- 크셰트리[40]
- 레이당그
- 마카베오[41]
- 망구드[42]
- 맘루크[43]
- 마라바르[44]
- 마랴누
- 마오리[45]
- 모를라치
- 메드자이
- 미나
- 메세디
- 나야르[46]
- 닌자[47]
- 노르만
- 누메루스 바타보룸
- 옵티마테스
- 라지푸트[48]
- 루스
- 사무라이[49]
- 스코로디스코이[50]
- 셍쿤타르[51]
- 소림사[52]
- 스캴드메르[53]
- 스파히[54]
- 승병[55]
- 소마토퓔라케스
- 스파르타[56]
- 성전사[57]
- 튜턴 기사단(독일 기사)[58]
- 팅갈리드
- 트리발로이[59]
- 우스코치[60]
- 바랑기아 친위대
- 보이누크[61]
- 바이킹[62]

## 같이 보기
- 명예
- 병사 (군사)
- 바르그